# Tounah el-Gebel
Tounah el-Gebel (arabe : تونة الجبل, copte : ⲑⲱⲛⲓ) est un site archéologique de Moyenne-Égypte ; c'était la nécropole de la ville d'Hermopolis Magna, la Khéménou des anciens Égyptiens. Il s'agit de la plus grande nécropole gréco-romaine connue de l'Égypte antique, datant du Nouvel Empire à la période romaine, et très utilisée pendant la période ptolémaïque
Situé dans le désert occidental, dans le gouvernorat d'Al-Minya, en Moyenne-Égypte, le site est surtout connu pour le fameux tombeau de Pétosiris, prêtre de Thot qui vécut à la fin de la période dynastique peu avant la seconde invasion perse.
Édifié en l'honneur du dieu Thot, Tounah el-Gebel regorge de salles souterraines abritant près de quatre millions de momies. Il semble que l'attrait des Égyptiens pour la nature sauvage soit à l'origine de ces momifications massives.
On y trouve également une nécropole gréco-romaine et des catacombes contenant d'innombrables momies d'ibis et de babouins, animaux sacrés du dieu éponyme de la ville toute proche.

## Histoire
Bien que la plupart des tombes et des activités datent des périodes ptolémaïque et romaine, il existe au moins un temple datant d'Amenhotep III, dédié à Amenhotep III, à Thot et à d'autres dieux locaux. Il y a également un petit nombre de tombes du Nouvel Empire.
La nécropole de Tuna el-Gebel à la Basse Époque était principalement un cimetière d'animaux. Les inhumations les plus courantes avaient lieu dans des galeries souterraines et concernaient des momies d'ibis et de babouins représentant Thot, ainsi que toutes sortes de momies d'oiseaux. Il s'agit vraisemblablement d'une conséquence de la présence de réserves d'animaux ou de zones de reproduction à proximité, ainsi que du culte local rendu à Thot.
La période ptolémaïque a vu une augmentation de l'utilisation de la nécropole. Au moins à la fin du IVe siècle avant J.-C., deux frères et prêtres de Thot, Pétosiris et Djed-Thot-iou-ef-ankh, construisent les premières grandes tombes. Pétosiris construit sa tombe à deux-cents mètres au sud de la nécropole animale, près d'un temple de Thot.
Les premières tombes ptolémaïques étaient construites en grandes pierres avec des reliefs et des surfaces lisses, alors que les tombes en pierre plus tardives ont des pierres plus petites et des surfaces intentionnellement rugueuses. Bien que les tombes en pierre continuent d'être construites tout au long de la période romaine, des tombes en brique de boue sont également construites. Si certaines des premières tombes sont en forme de T, la plupart d'entre elles sont rectangulaires. Les tombes en pierre étaient généralement plus belles que les tombes en brique crue et indiquaient que la personne enterrée était plus riche.
Outre les tombes plus traditionnelles, certaines tombes sont constituées de piliers en pierre ou en brique crue. Elles sont trop étroites pour qu'un corps puisse être placé à l'intérieur. Beaucoup ont des zones ou des niches pour les urnes, bien que certains puissent avoir leurs corps respectifs enterrés sous eux.
Si les premières tombes étaient coûteuses et témoignaient d'une certaine richesse, les tombes ultérieures étaient plus économiques. À l'époque romaine, les tombes étaient fabriquées dans des matériaux moins coûteux et comportaient plusieurs étages pour accueillir plusieurs personnes. Certaines tombes en pierre étaient même utilisées comme fosses communes. Le recyclage des tombes en pierre était également une tendance, généralement en plaçant des momies à l'intérieur d'une tombe existante ou en construisant des étages supplémentaires sur les tombes. La célèbre tombe de Pétosiris comportait plusieurs sépultures secondaires.
Bien que la plupart des personnes enterrées à Tounah el-Gebel pendant la période romaine aient été d'origine égyptienne, le principal style d'enterrement était grec et le devint de plus en plus au fil du temps. Dans les premières sépultures, les momies étaient cachées dans des galeries souterraines ; plus tard, les momies étaient posées sur le sol, jusqu'à ce qu'elles soient exposées. Cependant, même avec le temps, la momification était extrêmement populaire.

## Tombes remarquables

### Tombe de Pétosiris
La tombe de Pétosiris est l'une des premières tombes complètes de la nécropole, et la plus élaborée. Elle était construite en gros blocs de pierre et comportait des reliefs de grande qualité ainsi que des galeries souterraines. L'analyse chimique suggère que les reliefs utilisaient des pigments rouges, jaunes, noirs, bleus et verts, parfois combinés pour créer de nouvelles couleurs. Au cours des IIIe et IIe siècles avant J.-C., la tombe de Pétosiris est devenue un lieu de pèlerinage, et de nombreux voyageurs ont laissé des inscriptions en grec. Cependant, à la fin de la période ptolémaïque, la tombe de Pétosiris a été recyclée pour abriter les momies d'autres personnes.

### Tombe et chapelle d'Isadora
Isadora est une belle et riche jeune femme vivant à Hermopolis à l'époque où l'empereur romain Antonin le Pieux règne sur l'Égypte. Elle tombe amoureuse d'un jeune soldat d'Antinoupolis — un amour que son père désapprouve — et tous deux décident de s'enfuir. Malheureusement, Isadora se noie en traversant le Nil. Son corps est momifié, et son père, accablé par le chagrin, construit un tombeau élaboré en son honneur, comprenant un poème de dix lignes inscrit en couplets élégiaques grecs. Un culte a été instauré autour de sa tombe. Les restes momifiés d'Isadora sont toujours présents, enfermés dans du verre, dans son mausolée - un bâtiment important à Tounah el-Gebel.

## Découvertes récentes

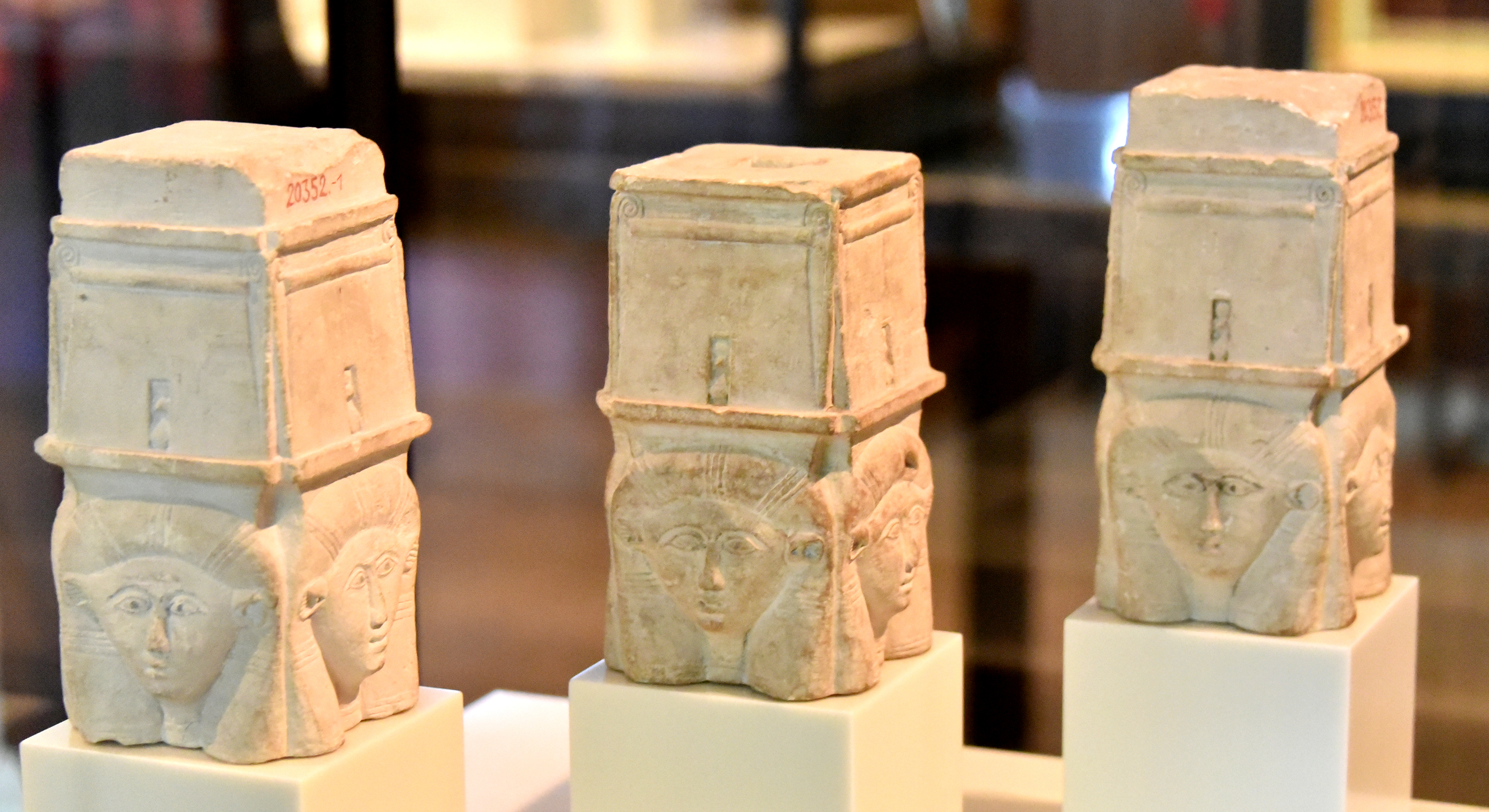
Chapiteaux d'Hathor avec écriture démotique, période ptolémaïque, 323-230 avant J.-C., probablement trouvés à Tounah el-Gebel.
Neues Museum, Berlin

En février 2019, cinquante momies enveloppées dans du lin, des cercueils en pierre ou des sarcophages en bois datant de la dynastie lagide ont été découvertes par des archéologues égyptiens sur le site de Tounah el-Gebel. Douze des tombes, réparties dans quatre chambres funéraires de neuf mètres de profondeur, appartenaient à des enfants. L'un des restes est le crâne partiellement découvert, enfermé dans du lin,.
Le ministre égyptien du Tourisme et des Antiquités a annoncé la découverte des tombes collectives de hauts fonctionnaires et de hauts ecclésiastiques du dieu Djehouty (Thot) en janvier 2020. Une mission archéologique, dirigée par Mustafa Waziri, rapporte que vingt sarcophages et cercueils de formes et de tailles variées, dont cinq sarcophages anthropoïdes en calcaire et gravés de textes en hiéroglyphes, ainsi que seize tombes et cinq cercueils en bois bien conservés ont été mis au jour par leur équipe,.